# Minasteron perfoliatum
Minasteron perfoliatum är en spindelart som beskrevs av Baehr och Rudy Jocqué 2000. Minasteron perfoliatum ingår i släktet Minasteron och familjen Zodariidae. Inga underarter finns listade i Catalogue of Life.